# Challenger de Tallahassee 2014
El Tallahassee Tennis Challenger 2014 fue un torneo de tenis profesional jugado en canchas de polvo de ladrillo. Se disputó la 15.ª edición del torneo que formó parte del circuito ATP Challenger Tour 2014. Se llevó a cabo en Tallahassee, Estados Unidos entre el 28 de abril y el 4 de mayo de 2014.

## Jugadores participantes del cuadro de individuales
| Favorito | País                      | Jugador        | Rank1 | Posición en el torneo |
| -------- | ------------------------- | -------------- | ----- | --------------------- |
| 1        | Bandera de Estados Unidos | Donald Young   | 74    | Semifinales           |
| 2        | Bandera de Estados Unidos | Tim Smyczek    | 106   | Primera ronda         |
| 3        | Bandera de Canadá         | Peter Polansky | 137   | Segunda ronda         |
| 4        | Bandera de Canadá         | Frank Dancevic | 139   | FINAL                 |
| 5        | Bandera de Estados Unidos | Alex Kuznetsov | 145   | Cuartos de final      |
| 6        | Bandera de Austria        | Gerald Melzer  | 148   | Cuartos de final      |
| 7        | Bandera del Reino Unido   | James Ward     | 153   | Cuartos de final      |
| 8        | Bandera de Australia      | Nick Kyrgios   | 171   | Baja                  |

| Posición en el torneo   |
| ----------------------- |
| Primera y segunda ronda |
| Cuartos de final        |
| Semifinales             |
| FINAL                   |
| CAMPEÓN                 |

- 1 Se ha tomado en cuenta el ranking del día 7 de abril de 2014.

### Otros participantes
Los siguientes jugadores recibieron una invitación (wild card), por lo tanto ingresan directamente al cuadro principal (WC):
- Cristian González Méndez
- Collin Altamirano
- Dennis Nevolo
- Jean-Yves Aubone

Los siguientes jugadores ingresan al cuadro principal tras disputar el cuadro clasificatorio (Q):
- Ryan Agar
- Evan King
- Bjorn Fratangelo
- Mitchell Krueger

## Jugadores participantes en el cuadro de dobles

### Cabezas de serie
| Favorito | País                      | Jugador        | País                      | Jugador        | Rank1 | Posición en el torneo |
| -------- | ------------------------- | -------------- | ------------------------- | -------------- | ----- | --------------------- |
| 1        | Bandera de Estados Unidos | Tim Smyczek    | Bandera de Estados Unidos | Rhyne Williams | 391   | Baja                  |
| 2        | Bandera del Reino Unido   | David Rice     | Bandera del Reino Unido   | Sean Thornley  | 433   | Primera ronda         |
| 3        | Bandera de Croacia        | Franko Škugor  | Bandera de Croacia        | Antonio Veić   | 459   | Cuartos de final      |
| 4        | Bandera de Estados Unidos | Sekou Bangoura | Bandera de Estados Unidos | Evan King      | 473   | Cuartos de final      |

- 1 Se ha tomado en cuenta el ranking del día 21 de abril de 2014.

## Campeones

### Individual Masculino
- Robby Ginepri derrotó en la final a  Frank Dancevic, 6–3, 6–4

### Dobles Masculino
- Ryan Agar /  Sebastian Bader derrotaron en la final a  Bjorn Fratangelo /  Mitchell Krueger, 6-4, 7-63